# 平城遗址
平城遗址，位于中国山西省大同市，为北魏时期修建的城池，现全国重点文物保护单位之一。
平城是以汉朝时期平城县为基础扩建，包括宫城、外城和城廓，历史上从魏道武帝开始建都近一百年，对其进行不断扩建，是北魏迁都前的帝都。